# RFDEW
Le RFDEW (en anglais Radio Frequency Directed Energy Weapon) est système d'arme à énergie dirigée par radiofréquence et de guerre électronique en cours de développement pour les forces armées britanniques. Son développement s'inscrit dans le cadre du projet Ealing, un projet conjoint du Laboratoire des sciences et technologies de la défense du ministère de la Défense et des agences d'équipement et de soutien de la défense, en collaboration avec une équipe de partenaires industriels, la Team Hersa, composée de Thales UK, QinetiQ, Teledyne e2v et Horiba Mira,. Dévoilé publiquement le 16 mai 2024, il a été testé sur le terrain pour la première fois en décembre 2024.

## Présentation
Ce système est capable de détecter, de suivre et d'engager plusieurs cibles au sol, en mer et dans les airs jusqu'à 1 kilomètre de distance. Des développements sont en cours pour étendre cette portée. Il émet des ondes radio pour perturber ou endommager instantanément des composants électroniques critiques embarqués dans des drones ou des avions. Avec un coût estimé à 10 pence par tir, il constitue une alternative plus économique que les systèmes basés sur des missiles, comme l'Aster, dont le coût unitaire se situe entre 1,3 et 2,5 millions d'US$. Capable d'assurer une défense contre des essaims de drones, il est conçu avec une automatisation poussée, ce qui signifie qu'il peut être utilisé par un seul opérateur,,. Le système peut être monté sur diverses plateformes, des navires aux véhicules terrestres, et servira à défendre des bases et des actifs critiques,. Il a été testé avec succès sur le terrain par le 7e groupe de défense aérienne de l'armée britannique en décembre 2024. Un essai réalisé en avril 2025 a permis d'abattre deux essaims de drones en un seul engagement, immobilisant plus de 100 drones avec un effet quasi instantané.
Le RFDEW a été développé dans le contexte de la guerre russo-ukrainienne, de la guerre de Gaza et de la crise de la mer Rouge, qui ont toutes souligné l'importance de systèmes antidrones rentables. Le système a été dévoilé à la suite de l’engagement du gouvernement britannique d’augmenter les dépenses de défense à 2,5 % du PIB d’ici 2030.